# 诺芒维尔 (滨海塞纳省)
诺芒维尔（法語：Normanville，法語發音：[nɔʁmɑ̃vil]）是法国滨海塞纳省的一个市镇，属于迪耶普区。

## 地理
诺芒维尔（49°41'41"N, 0°35'39"E）面积9.35 平方千米，位于法国诺曼底大区滨海塞纳省，该省份为法国北部沿海省份，其西部及北部濒大西洋英吉利海峡，东起顺时针与索姆省、瓦兹省、厄尔省和卡爾瓦多斯省接壤。
与诺芒维尔接壤的市镇（或旧市镇、城区）包括：伯兹维尔拉盖拉尔、里维尔、泰尔德科。
诺芒维尔的时区为UTC+01:00、UTC+02:00（夏令时）。

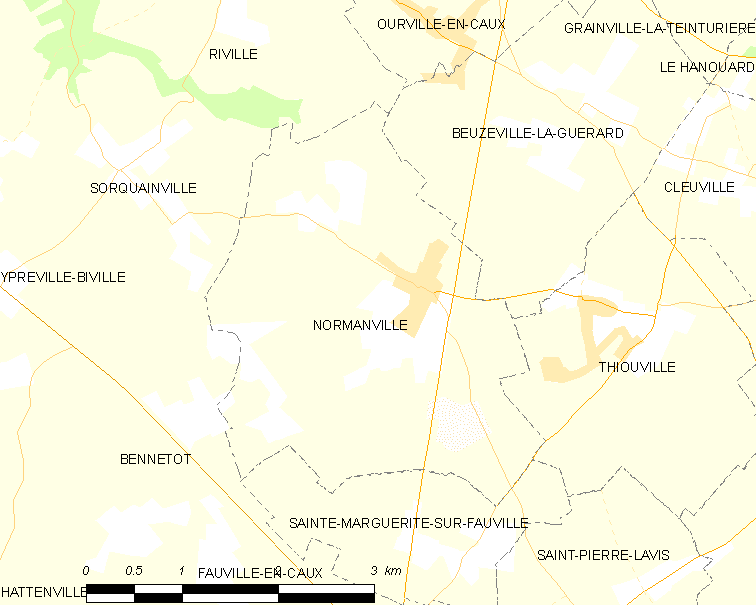
诺芒维尔的OSM定位图

## 行政
诺芒维尔的邮政编码为76640，INSEE市镇编码为76470。

## 政治
诺芒维尔所属的省级选区为科地区圣瓦勒里县。

## 人口

1962-2008年间诺芒维尔人口变化图示

诺芒维尔于2022年1月1日时的人口数量为653人。